# Surinam Sky Farmers
Surinam Sky Farmers (SSF) is een Surinaamse luchtvaartmaatschappij met sproeivliegtuigen voor de landbouw. Het is het moederbedrijf van de chartermaatschappij Gum Air en Eduard Alexander Gummels Airport.
In de eerste vijftig jaar van haar bestaan voerde ze 754.000 vluchten uit. Het bedrijf speelde een belangrijke rol in de schaalvergroting van de rijstaanbouw in Suriname, waarbij de vliegtuigen ondersteunen bij het inzaaien, bemesten en bespuiten van de planten. Bij het Brokopondostuwmeer hielp het bij de bestrijding van Waterhyacinten. De bestrijding met herbiciden was nodig omdat de waterkrachtcentrale van de Afobakadam ontregeld raakte.
Het bedrijf werd op 13 maart 1964 opgericht door de broers Gerhard en Eduard Gummels. De start werd gemaakt met twee vliegtuigen van het type Grumman Ag-Cat. Toen het bedrijf groeide, sloten ook drie andere broers zich bij het bedrijf aan: twee als piloot en een als monteur. In 1971 werd de dochteronderneming Gum Air opgericht, een chartermaatschappij met vluchten in het binnen- en buitenland met elf vliegtuigen. Tijdens het 50-jarige bestaan in 2014 hadden beide bedrijven inmiddels 80 mensen in dienst. In 2015 werd het bedrijf uitgebreid met de helikopterhaven Gummels Airport.